# Tavini Huiraatira
Tavini Huiraatira (Tāvini Huira’atira, en tahitiano normativo) (en idioma español Servidor del Pueblo) es un partido político de la Polinesia francesa progresista e independentista, alineado en Francia con el Partido Socialista Francés.
Con la llegada de la autonomía en la colonia francesa en 1977, Oscar Temaru fundó el Frente para la Liberación de la Polinesia (Front pour la Libération de la Polynésie, FLP), basándose en los frentes de liberación nacional que se habían creado en el pasado en otras colonias francesas, como Argelia.
En 1983 el partido se transformó en la formación actual y abandonó lentamente la vía socialista por una tendencia socialdemócrata y progresista. Hasta 1986 no obtuvo representación en la Asamblea Territorial de la Polinesia Francesa, con dos escaños. Progresivamente consiguió aumentar su representación: cuatro escaños en 1991, once en 1996 y trece en 2001.
En mayo de 2004 promocionó una coalición contra el gobierno conservador de Gaston Flosse y el Tahoera'a Huiraatira llamada Unión para la Democracia (Union pour la Démocratie, UPLD). Con esta coalición de cuatro partidos (Aia Api, Tapura Amui No Raromatai, Tapura Amui No Te Faatereraa Manahune - Tuhaa Pae y el mismo Tavini Huiraatira) obtuvo 27 escaños de los 57 que tiene la Asamblea Territorial. Así, Oscar Temaru fue nombrado presidente del gobierno autonómico de la Polinesia Francesa.
Bajo los gobiernos de Temaru se incrementó gradualmente el salario mínimo interprofesional hasta los 150.000 francos del Pacífico (1.179 euros), la regulación del inicio de la jornada laboral a partir de las nueve de la mañana, la mejora de los servicios sociales, una descentralización política de Papeete y Tahití a favor del resto de archipiélagos, una reforma educativa que introdujo la lengua tahitiana en la enseñanza y una revisión de la autonomía que se atendió en marzo de 2004 y que declaró a la colónia, "país de ultramar" (pays d'outre-mer).
El transfuguismo activo de algunos parlamentarios del grupo del UPLD causó que a finales de 2004 una moción de censura del Tahoera'a Huiraatira prosperara y se depusiera el gobierno de Temaru. El compromiso de Jacques Chirac en el asunto y las protestas populares obligaron a la convocatoria de unas nuevas elecciones en febrero de 2005 que el UPLD volvió a ganar con 27 escaños.
A pesar de todo, el 28 de diciembre de 2006 una nueva deserción de parlamentarios del grupo del ULPD provocó otra moción de censura contra Temaru por parte del Tahoera'a Huiraatira, con el apoyo del centrista Fetia Api. Ganada la moción por la coalición centroconservadora y autonomista, Gaston Tong Sang (Tahoera'a Huiraatira) fue envestido presidente.